# Pieter Schouten
 (décembre 2020).
Si vous disposez d'ouvrages ou d'articles de référence ou si vous connaissez des sites web de qualité traitant du thème abordé ici, merci de compléter l'article en donnant les références utiles à sa vérifiabilité et en les liant à la section « Notes et références ».

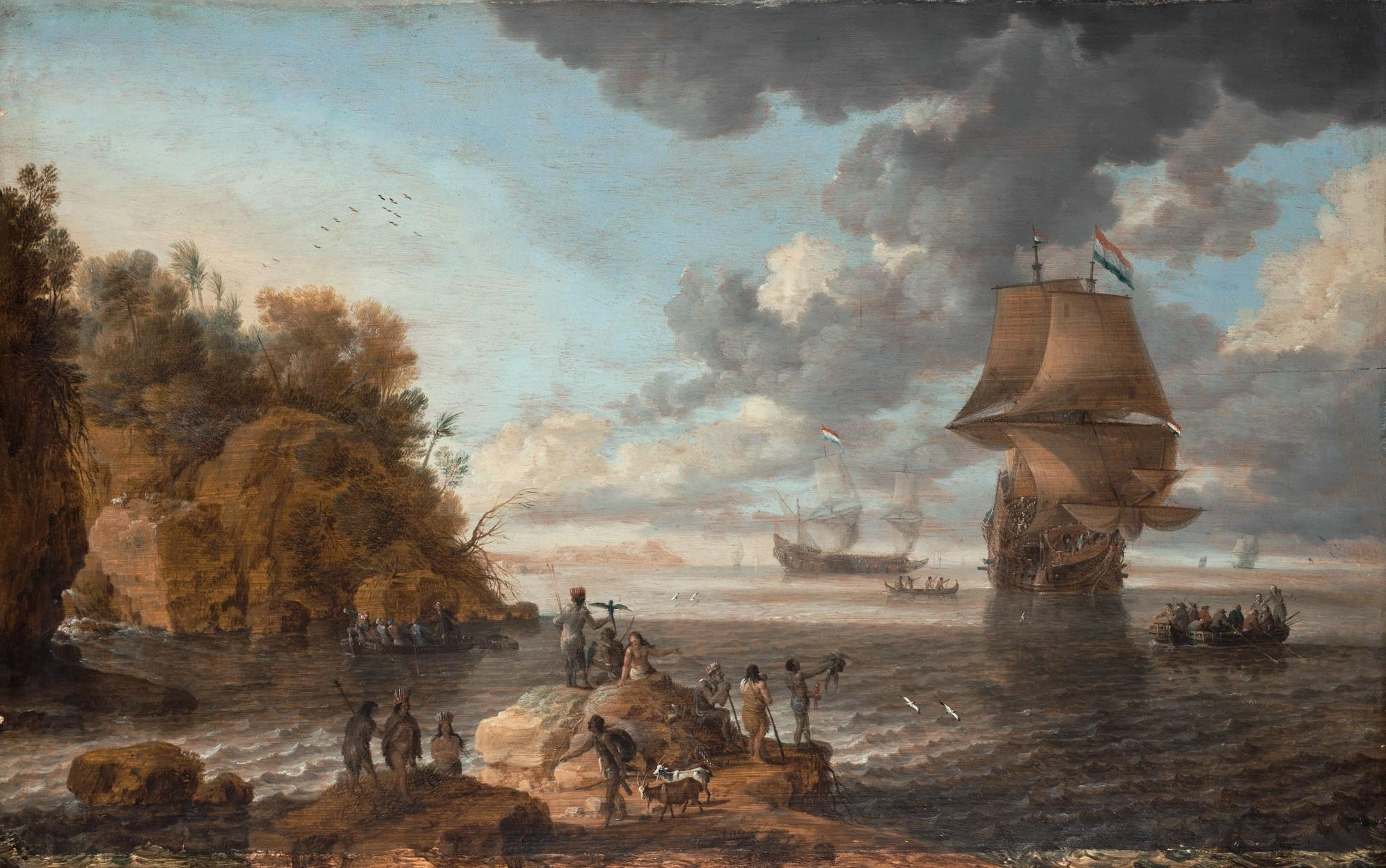
Men of War néerlandais dans les antilles.

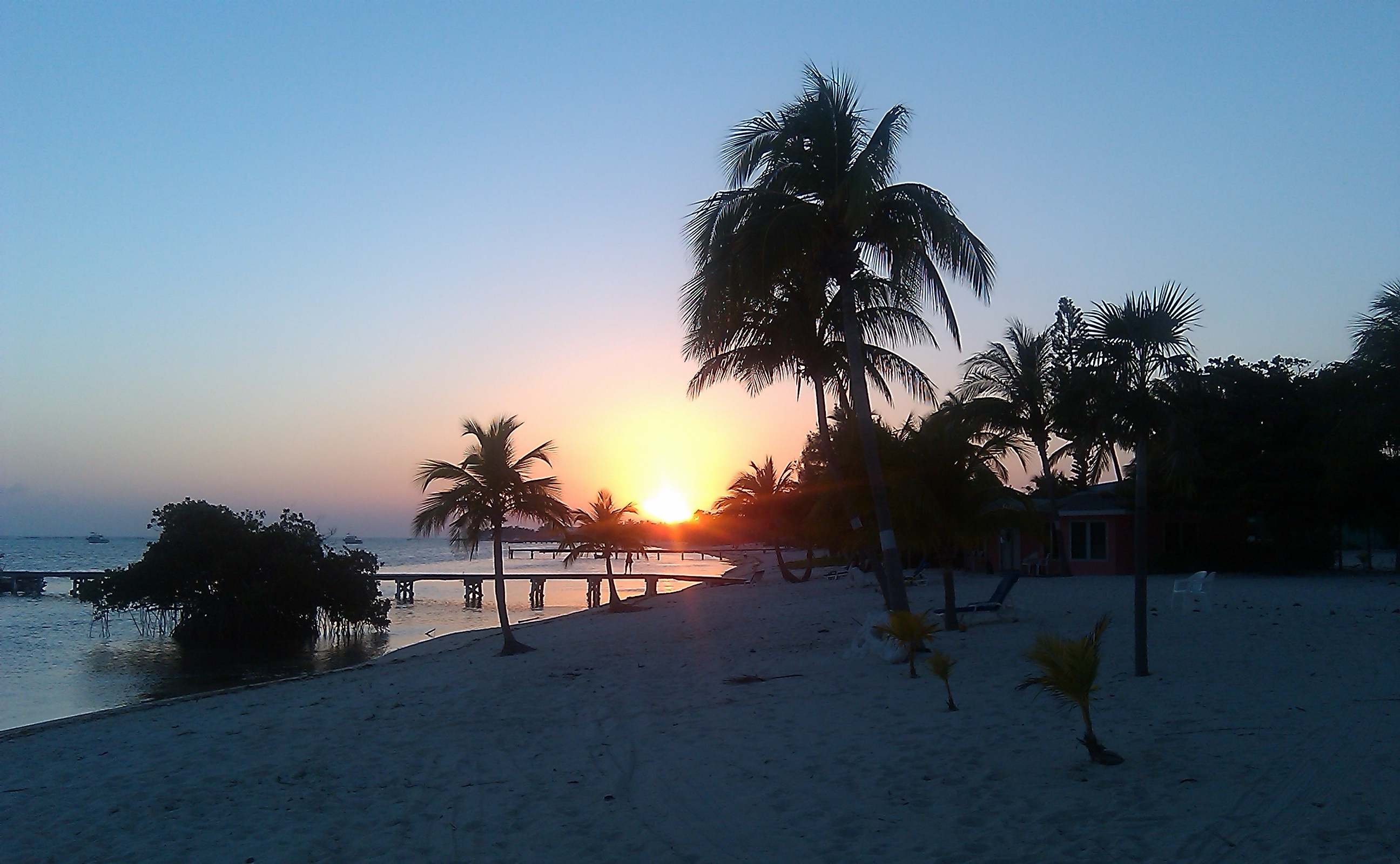
Vue de Little Cayman.

Pieter Schouten (fl.  1622-1625) est un pirate, corsaire, explorateur et navigateur néerlandais du XVIIe siècle. Il est l'un des premiers Néerlandais à explorer les Caraïbes et, alors qu'il était employé par la Compagnie néerlandaise des Indes occidentales, il a participé à une vaste reconnaissance pour établir des bases néerlandaises aux Antilles.

## Biographie
Né à Flessingue, Pieter Schouten est employé dans la Compagnie néerlandaise des Antilles comme le feraient d'autres anciens corsaires au cours de cette période. Au début de 1624, on lui a assigné trois navires pour cartographier les Caraïbes et fournir une reconnaissance précieuse sur la possibilité d'établir des bases néerlandaises dans la région. 
En quittant le port le 26 janvier 1624, son petit escadron comprenait :     
- le Hoop de 24 canons sous le commandement du capitaine Willem Jacobszoon ;
- le Eendracht de 14 canons sous le commandement du capitaine Hillebrandt Janszoon ;
- et le yacht à 8 canons Trouwe commandé par le capitaine Hendrik Worst.

Après son arrivée à la Barbade à en mars ou en mai, Pieter Schouten a visité plusieurs îles et cartographié les côtes du Venezuela, d'Haïti, de la Jamaïque et de Cuba. Il a également visité brièvement Little Cayman pour chasser les tortues, devenant l'un des premiers Européens à débarquer sur cette île. Sa flotte a capturé plusieurs petits navires sur le chemin, bien qu'aucun de ses navires ne soit capable de prendre les galions espagnols plus rapides et bien armés. Il a quitté Cuba en août 1624 et est resté dans les Caraïbes avec l'intention de retourner enfin aux Pays-Bas au printemps suivant.
Cependant, l'Eendracht a pris du retard et a rapidement perdu le contact avec Pieter Schouten et son navire amiral. Au moment où ils avaient rétabli le contact, ils avaient rencontré deux navires marchands espagnols en provenance du Honduras. Willem Jacobszoon avait réussi à capturer l'un d'entre eux, le San Juan Bautista commandé par le capitaine Francisco Hernandez y Moreno. L'équipage de l'Eendracht est obligé d'abandonner le San Juan Bautista lorsque celui ci s'échou à Tortuga Cays (au nord de aujourd'hui de La Havane, Cuba).
Pieter Schouten et ses hommes reviennent à Vlissingen le 13 septembre 1624. Parmi les cargaisons rapportées, le prix espagnol comprenait 1 600 coffres de sucre, 3 000 peaux d'animaux, de grandes quantités de salsepareille, de l'huile de baume et plusieurs coffres d'argent. La richesse du seul navire était suffisante pour convaincre les Hollandais de la valeur de soutenir de futures expéditions contre les Espagnols dans les Caraïbes. À la suite de son expédition, Saint-Martin est devenu l'une des premières colonies hollandaises à être établie avant sa destruction par une flotte espagnole de passage en 1633.
Un récit de son voyage de trois ans a été publié à Leyde en 1644 par Johannes de Laet, écrivain et directeur de la Compagnie néerlandaise des Indes Occidentales, incluent également les récits de Mathijs Hendriksz et Piet Hein.